# Qixian (köping i Kina, Shandong, lat 36,61, long 116,95)
Qixian (kinesiska: 七贤镇, 七贤) är en köping i Kina. Den ligger i provinsen Shandong, i den östra delen av landet, nära eller i provinshuvudstaden Jinan.
Genomsnittlig årsnederbörd är 818 millimeter. Den regnigaste månaden är juli, med i genomsnitt 297 mm nederbörd, och den torraste är januari, med 5 mm nederbörd.